# Tetraopes mandibularis
Tetraopes mandibularis är en skalbaggsart som beskrevs av Chemsak 1963. Tetraopes mandibularis ingår i släktet Tetraopes och familjen långhorningar. Inga underarter finns listade i Catalogue of Life.